# Словник іншомовних слів
Словник іншомовних слів — словник, який дає пояснення й етимологічну довідку щодо часто вживаних слів і термінів іншомовного походження, які ввійшли до лексичного складу літературної мови, — процес мовного запозичення.

## Перші українські словники іншомовних слів
Однією з перших спроб укладення словника іншомовних слів можна вважати «Словар українських виразів, перейнятих з мов туркських», опублікований Остапом Макарушкою в «Записках НТШ» 1895 р.
Наступною спробою створення словника іншомовних слів був «Словарик» В. Доманицького, виданий у Києві 1906 р.
У 1908 р. був виданий у Чернівцях «Словар чужих слів» Зенона Кузелі й Миколи Чайковського.
Хронологічно наступним є «Словник чужих слів, що вживаються в українській мові», складений 3. Пиптенком.
Останнє видання періоду 1895—1924 pp. (перед розгортанням так званої «українізації»), був
«Словник чужомовних слів, що увійшли в мову українську» видавництва «Час».

## Сучасні українські словники іншомовних слів
- Словник чужомовних слів, Бойків І., Ізюмов О., Калишевський Г. і Трохоменко М., репринт з 2-го перероб. видання 1955 р. (Вперше виданий у Харкові 1932 р.) — Київ: Музей Івана Гончара; вид. фірма «Родовід», 1996. — 535 с. ISBN 5770796928
- Словник іншомовних слів, За редакцією І. В. Льохіна і проф. Ф. М. Петрова, переклад з четвертого російського видання, перероблено і доповнено, Державне видавництво політичної літератури УРСР, Київ — 1955. — 826 с.
- Словник іншомовних слів, За редакцією О. С. Мельничука, Головна редакція Української Радянської Енциклопедії Академії Наук Української РСР (АН УРСР), Київ — 1974.
- Словник чужомовних слів, ред. Артем Орел. Нью-Йорк: Частина I (А-К) 1963; Частина II (Л-С) 1964; Частина III (Т-Я) 1966.
- Словник чужомовних слів і термінів, П. Штепа, Монреаль, Канада — 1977
- Словник іншомовних слів, Укладачі: С. М. Морозов, Л. М. Шкарапута. Національний університет ім. Тараса Шевченка, Український мовно-інформаційний фонд НАН України. «Наукова Думка», Київ — 2000. ISBN 966-00-0439-7
- Словник іншомовних слів: тлумачення, словотворення та слововживання, За редакцією. С. Я. Єрмоленко. «Фоліо», Харків — 2006. ISBN 966-03-3173-8
- Сучасний словник іншомовних слів: близько 20 тис. слів і словосполучень / НАН України. Ін-т мовознавства ім. О. О. Потебні. Уклад. О. І. Скопненко, Т. В. Цимбалюк. — Київ: «Довіра», 2006. — 789 с. — ISBN 966-507-109-4
- Новий словник іншомовних слів: близько 40 тис. слів і словосполучень / Уклад. Л. Шевченко — Київ: Арій, 2008. — 672 с. — ISBN 978-966-498-027-9
- Словник іншомовних слів. Укладачі: Л.В. Музичко, Л.М. Шкарапута, С.М. Морозов. Національний університет ім. Тараса Шевченка, Київський національний економічний університет ім. Вадима Гетьмана, Український мовно-інформаційний фонд НАН України. Київ : Наукова Думка, 2019 — 786 с.— ISBN 978-966-00-1333-9